# Dialeurodes saklaspurensis
Dialeurodes saklaspurensis là một loài côn trùng cánh nửa trong họ Aleyrodidae, phân họ Aleyrodinae.
Dialeurodes saklaspurensis được David miêu tả khoa học đầu tiên năm 1976.